# 尾道トラックステーション

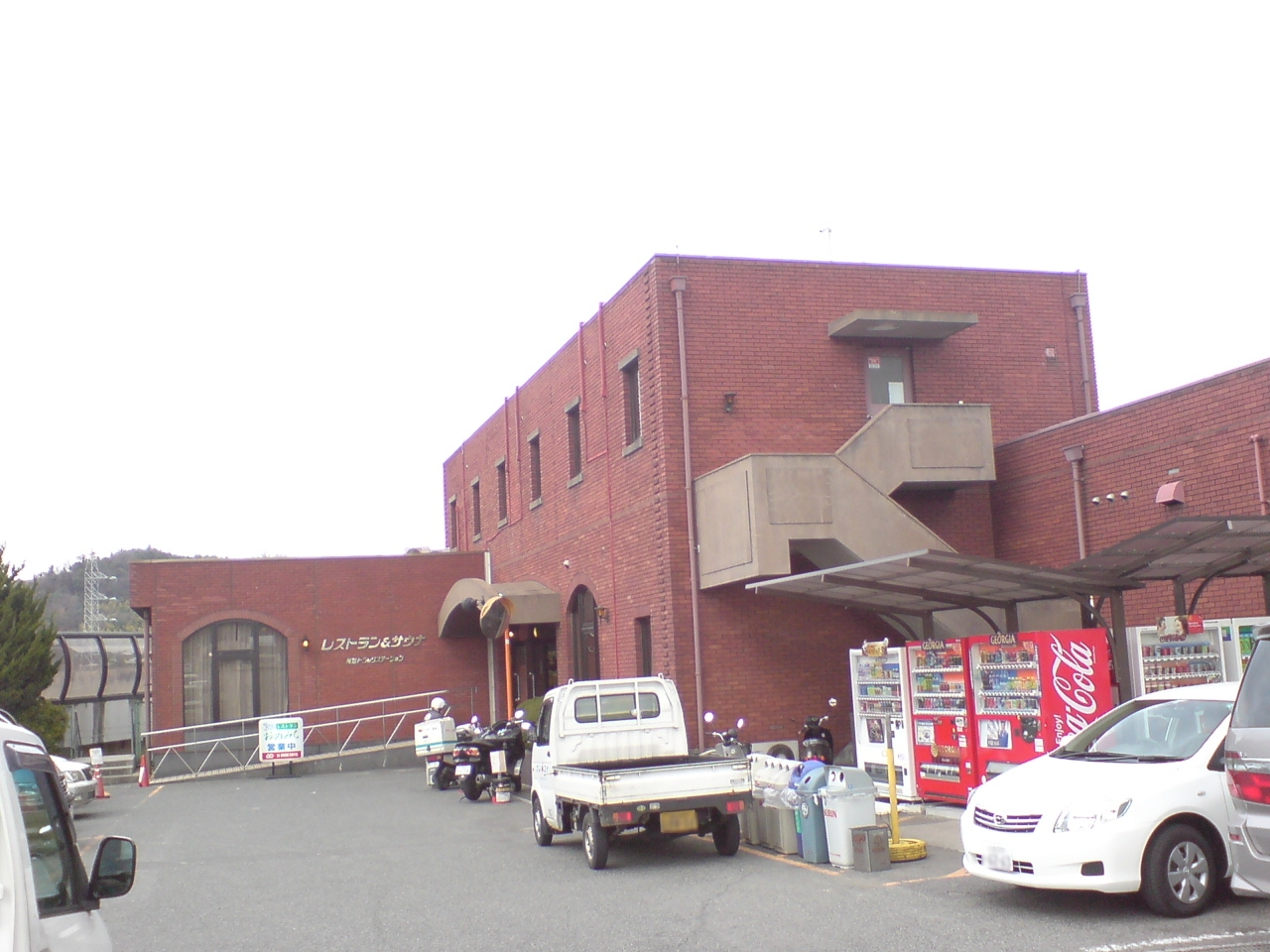
尾道トラックステーション施設棟（2009年2月）

尾道トラックステーションとは、広島県尾道市高須町にある、トラックステーションである。国道2号線尾道バイパスに隣接している。

## 概要
1979年（昭和54年）、当時の労働省（現在の厚生労働省）により、長時間の運転を強いられるトラックドライバーの労働実態につき、その改善を図るための通達が出された。それに伴い交付された「運輸事業振興助成交付金」を基にして整備されたトラックステーションの一つである前述の通り国道2号線尾道バイパスに隣接しているほか、この施設が建設されたのち、1999年（平成11年）に開業した西瀬戸自動車道西瀬戸尾道インターチェンジとも近接した立地である。

## 施設
- 駐車場・トイレ
- レストラン
- 入浴施設
- 宿泊施設